# Herzmansky
Der Herzmansky war ein bekanntes Warenhaus in Wien. Es wurde vom Kaufmann August Herzmansky im Jahr 1863 gegründet. Das Warenhaus befand sich an der Mariahilfer Straße 26–30 / Stiftgasse 3 im 7. Wiener Gemeindebezirk Neubau. Seit 1998 befindet sich an seiner Stelle eine Filiale von Peek & Cloppenburg.

## Geschichte

Das Stammhaus A. Herzmansky, um 1900

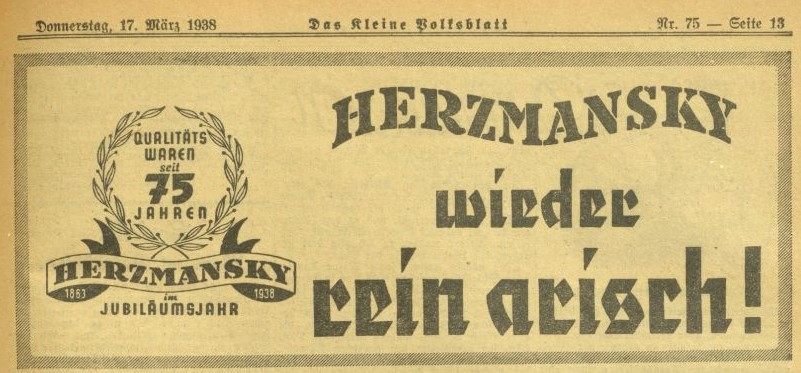
Die „Arisierung“ von Herzmansky im März 1938 nach dem Anschluss Österreichs im selben Monat – zugleich Werbeanzeige zum 75-jährigen Jubiläum

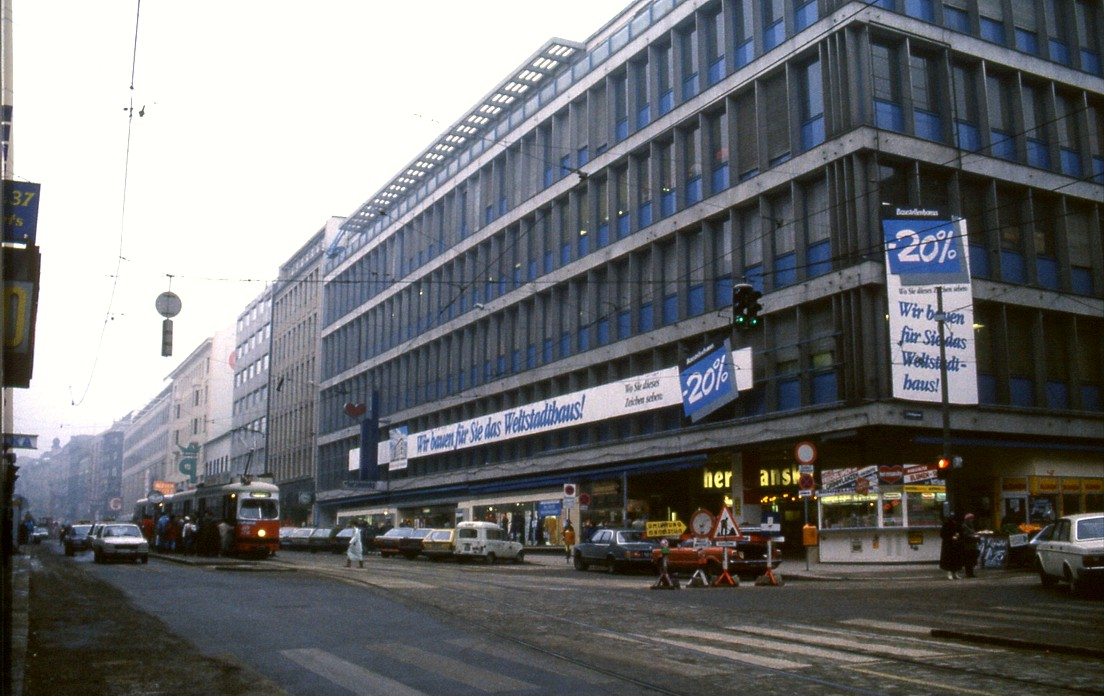
Herzmansky an der Mariahilfer Straße/Stiftgasse im Jahr 1987

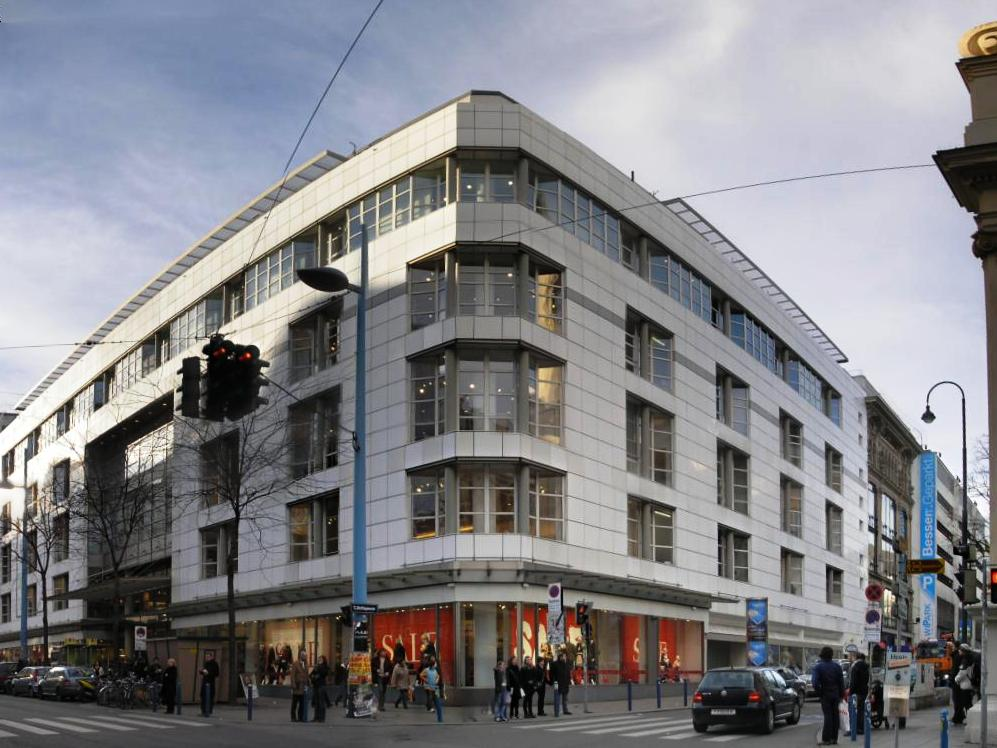
Das ehemalige Herzmansky an der Mariahilfer Straße/Stiftgasse, heute eine Filiale von Peek & Cloppenburg, im Jahr 2008

August Herzmansky (1834–1896) kam 1848 aus seiner Heimatstadt Odrau im heutigen Tschechien nach Wien und gründete 1863 ein Geschäft in der Kirchengasse 7, das Textilien anbot. Das ursprüngliche Geschäft war an der Stiftgasse 3. Alfred Gerngroß, ein ehemaliger Mitarbeiter von August Herzmansky, eröffnete im Jahr 1879 sein eigenes Stoffgeschäft unter dem Namen Gerngross. Nach kurzem Konkurrenzkampf versuchten die beiden Unternehmen zusammenzuarbeiten, dies gelang jedoch nicht, weswegen diese Verbindung 1881 wieder aufgelöst wurde. Sowohl Gerngroß wie Herzmansky versuchten in der Folge, eine dominierende kommerzielle Präsenz auf der Mariahilfer Straße aufzubauen, Gerngroß ausgehend von der Kirchengasse, Herzmansky von der Stiftgasse 1–3.
Beide Unternehmen expandierten erfolgreich mit dem in Europas Großstädten damals im Vordringen begriffenen Konzept: Fixpreis und großer Umsatz durch mäßigen Aufschlag. Das „Warenhaus Herzmansky“ expandierte 1892 bereits zur Mariahilfer Straße, wurde 1897–1898 vom Architekten Maximilian Katscher (1858–1917) errichtet. Der Geschäftsgründer August Herzmansky erlebte die Eröffnung jedoch nicht mehr, er starb kinderlos am 5. Dezember 1896 und wurde auf dem Hadersdorfer Friedhof (Abt. 2, Nr. 39) beigesetzt.
Der Herzmansky wurde das größte Textilhaus in Österreich-Ungarn. Laut Eigenwerbung bot das Kaufhaus unter anderem „Sammte“, Plüsche, Seidenstoffe, Wollstoffe, Waschstoffe, Spitzen, Modewaren und Teppiche. Es hatte in der Folge eine bewegte Geschichte mit vielen Besitzerwechseln.
Nach dem Tod des Firmengründers übernahmen seine Neffen Johann (1857–1924) und Eduard Herzmansky (1852–1911) die Unternehmensführung, waren darin aber nicht besonders erfolgreich. In dieser Periode etablierte sich Gerngroß mit einem dominanten Jugendstilbau (1904) an der Mariahilfer Straße. 1906 schieden die Neffen aus und ließen sich von Max Hegele ein monumentales Mausoleum am Hadersdorfer Friedhof errichten (1909; Abt. 3, KAP, Nr. 201). Der eingeheiratete Johann Falnbigl (1866–1932) übernahm die Leitung und wurde Gesellschafter. Unter Falnbigl kam es zu größeren Erweiterungsbauten 1908 und 1928. Nach dem Ableben Falnbigls am 7. Februar 1932 übernahm kurzzeitig sein Sohn Wilfried die Leitung, schied aber schon 1933 als persönlich haftender Gesellschafter aus.
Max Delfiner leitete die Firma Herzmansky 1933 bis 1938 als Alleininhaber. Beim Anschluss Österreichs erfolgte eine „Arisierung“ zugunsten der Dornbirner Textilproduzenten Rhomberg und Hämmerle, und die Familie Delfiner musste emigrieren. 1938–1940 führte der Ankauf des Hauses Mariahilfer Straße 30 zu einer Expansion der Verkaufsfläche und Mitarbeiterzahl auf damals 700 Personen. Bei der Schlacht um Wien kam es im April 1945 zu beträchtlichen Zerstörungen.
Am 8. November 1948 erhielt der rechtmäßige Besitzer Max Delfiner sein Vermögen zurück. Die Leitung des Unternehmens übernahm sein Sohn Henry. Schon 1957 verkaufte die Familie Delfiner allerdings an den deutschen Hertie-Konzern. Dieser ließ bis zum Hundertjahrjubiläum 1963 und darüber hinaus größere Gebäudeteile abreißen und modernisieren, verkaufte aber seinerseits 1965 an ein Konsortium aus General Shopping S.A., CA-Bankverein, Turicum AG, Interhansa und Durum AG. Dieses Konsortium erwarb 1966 auch das Kaufhaus Gerngross. 1969 kam es sogar zur firmenrechtlichen Verschmelzung von Gerngross und Herzmansky.
1971 wurden die beiden Warenhäuser aber erneut verkauft. Als Erwerber trat nun ein Konsortium mit dem Schweizer Warenhauskonzern Jelmoli, der Creditanstalt-Bankverein, der Norddeutschen Landesbank und der Internationalen Treuhand AG auf.
In den 1970er Jahren machte sich auch in Wien die internationale Krise der Warenhäuser langsam bemerkbar. Die Massenmotorisierung förderte das Konzept des vorstädtischen Einkaufszentrums mit Anbindung an Schnellstraßen oder Autobahnen und reichlichem Angebot an Parkplätzen. Sie beeinträchtigte dadurch in zunehmendem Maße die klassischen innerstädtischen Geschäftszentren. Der U-Bahnbau führte zwar zur Attraktivierung der Wiener Innenstadt, die Bauphase in der Mariahilfer Straße musste jedoch eine „Durststrecke“ werden. Dennoch übernahm mit 1. Jänner 1984 der gewerkschaftsnahe Konsum Österreich die Großkaufhäuser der Mariahilfer Straße. Von 1986 bis 1988 wurde das Herzmansky um 250 Mio. Schilling ohne Schließzeiten zu einem „Weltstadtkaufhaus“ um- und ausgebaut. Ein geschäftlicher Erfolg war diesen Investitionen nicht beschieden. Der Konsum Österreich schlitterte nach Jahrzehnten des Niedergangs in die Insolvenz, und 1996 ging die Gerngross-Gruppe und damit auch Herzmansky an ein Konsortium aus der Textilgruppe Palmers und Hans Schmid, dem Betreiber der Werbeagentur GGK. Während das Warenhaus Gerngross nach Umbau bei laufendem Betrieb im Februar 1997 wiedereröffnet wurde, wurde das Warenhaus Herzmansky am 12. Juli 1997 geschlossen.
Der Herzmansky wurde 1998 an die Düsseldorfer Modekette Peek & Cloppenburg verkauft. Am 4. März 1998 eröffnete in dem Herzmansky-Gebäude das erste Weltstadthaus von Peek & Cloppenburg. Da der Name nicht mehr weitergeführt wurde, kam somit die lange Geschichte des Warenhauses Herzmansky vorläufig zu einem Ende. Erinnerungsstücke sowie die Büste des Gründers, die früher das Foyer des Kaufhauses schmückte, werden heute im Bezirksmuseum Neubau aufbewahrt. 2005 kaufte die Sparkassen Immobilien AG der Palmers-Gruppe die Mehrheit an der Gerngross Kaufhaus AG ab. Dazu gehören die Kaufhäuser Steffl und Herzmansky. Das Gründergebäude an der Stiftgasse ist von außen im Originalzustand erhalten, mit der Aufschrift „A. Herzmansky“ im Gesims in goldenen Mosaiken umrahmt klar erkennbar sowie auf den schwarzen Marmortafeln im Erdgeschoßbereich. Im Erdgeschoß befindet sich heute ein gehobenes Cafe, das vom Cafe Gerstner betrieben wird.

## Bilder

Kaffee buen retiro um 1900
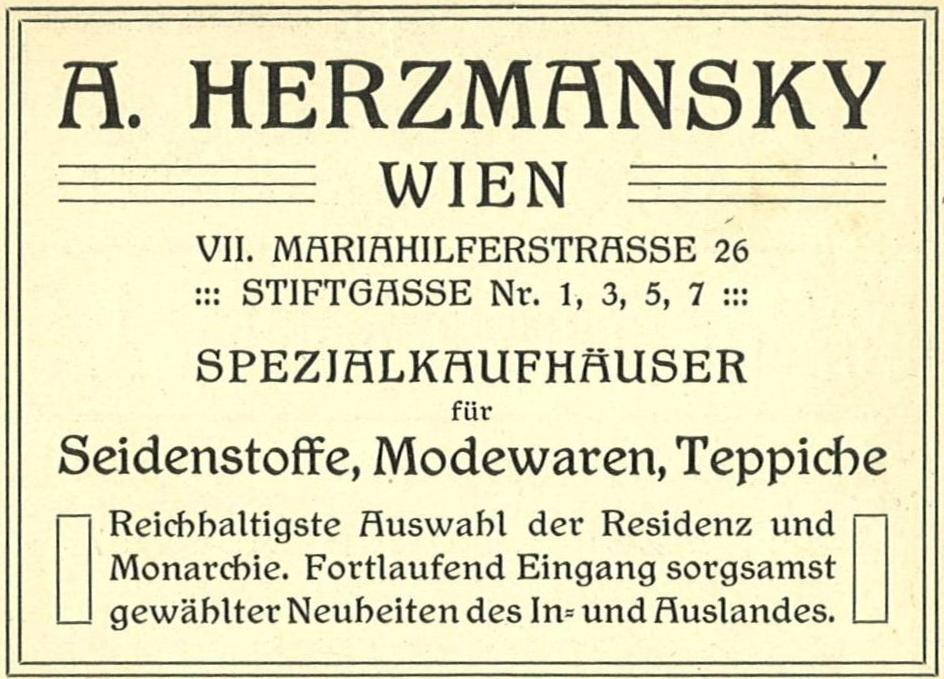
Werbung aus dem Jahre 1906
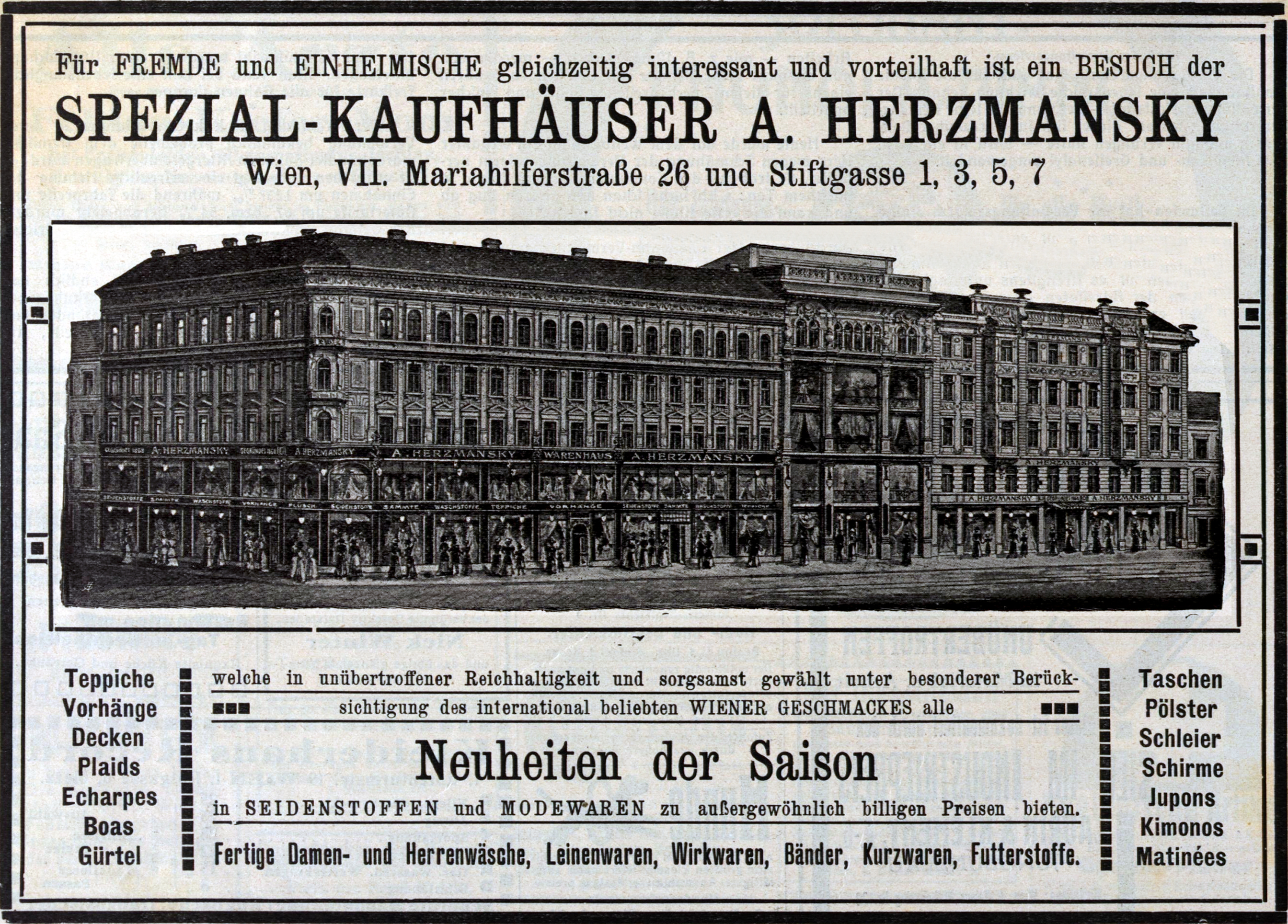
Werbeeinschaltung in Die Muskete, 1912
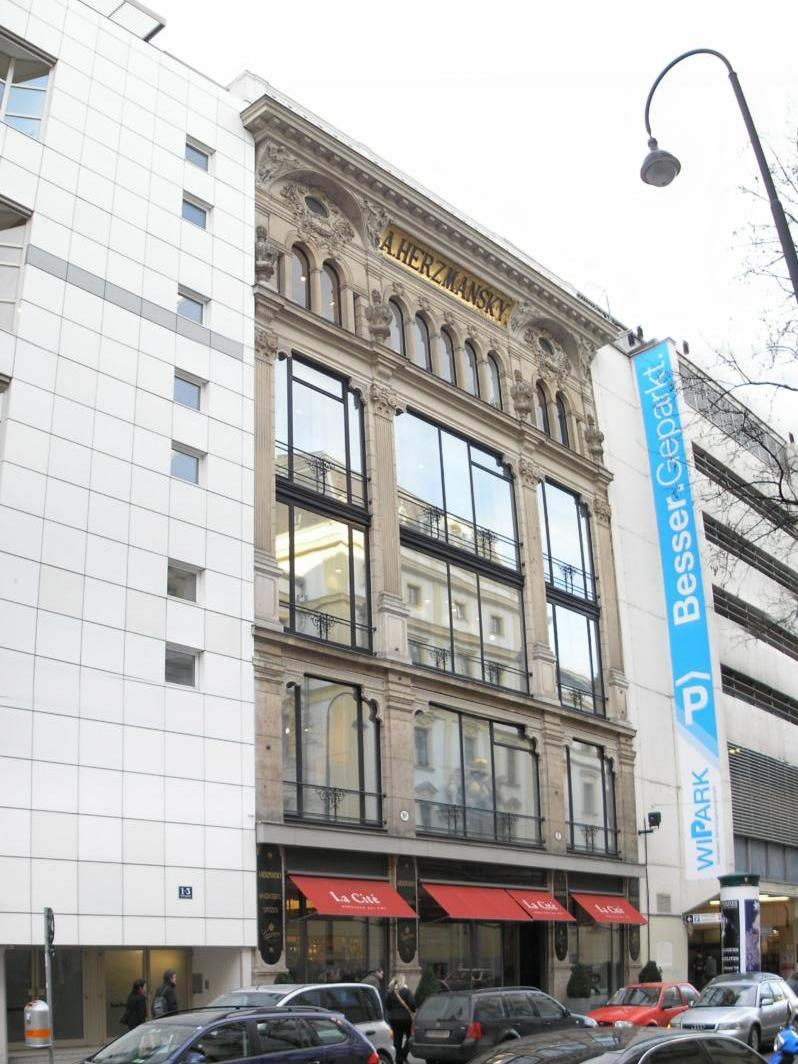
Das ursprüngliche Gründergebäude an der Stiftgasse 3, die Aufschrift ist oben in Gold noch zu erkennen
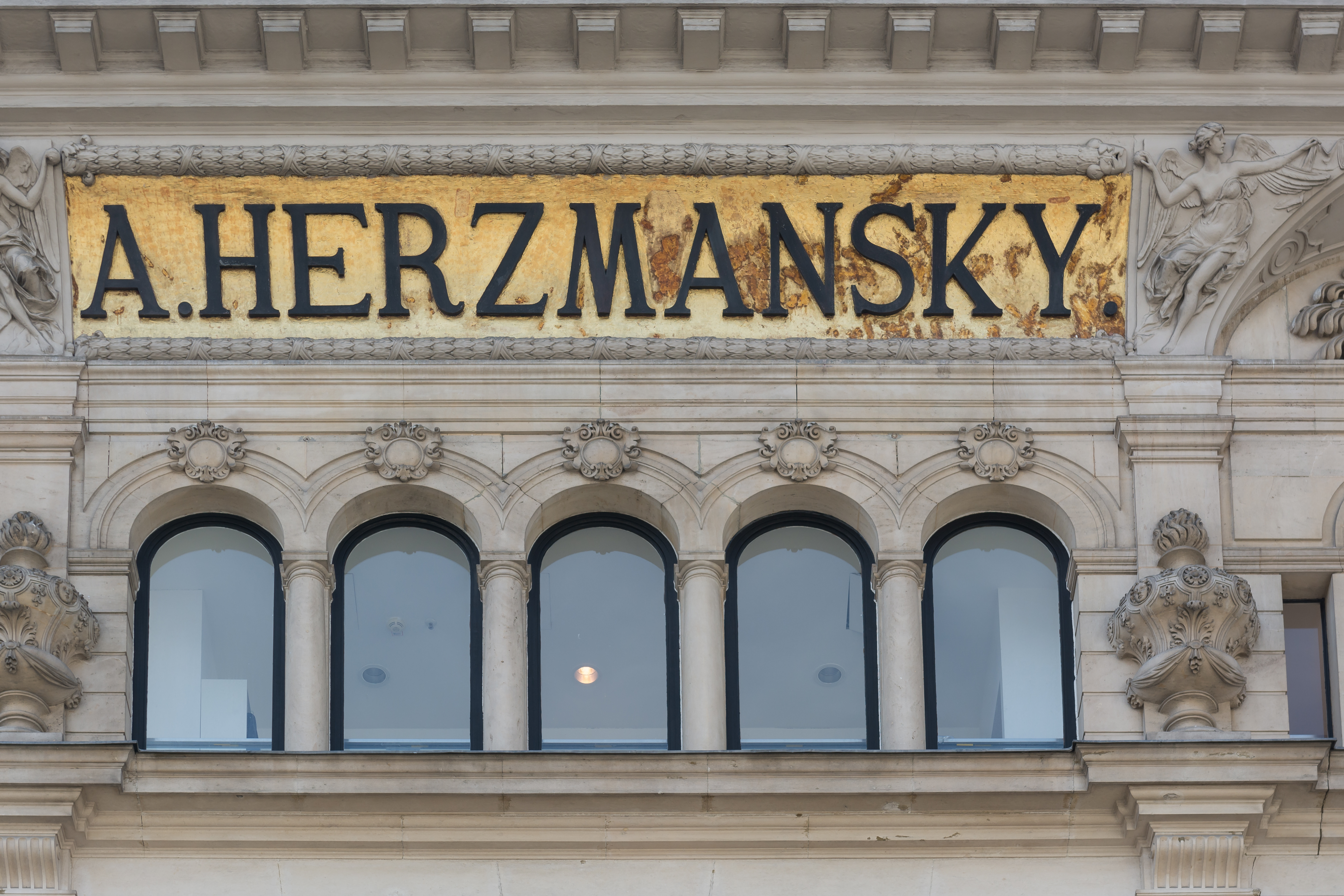
Die Inschrift am Haus Stiftgasse 3